# Räddningen av de danska judarna

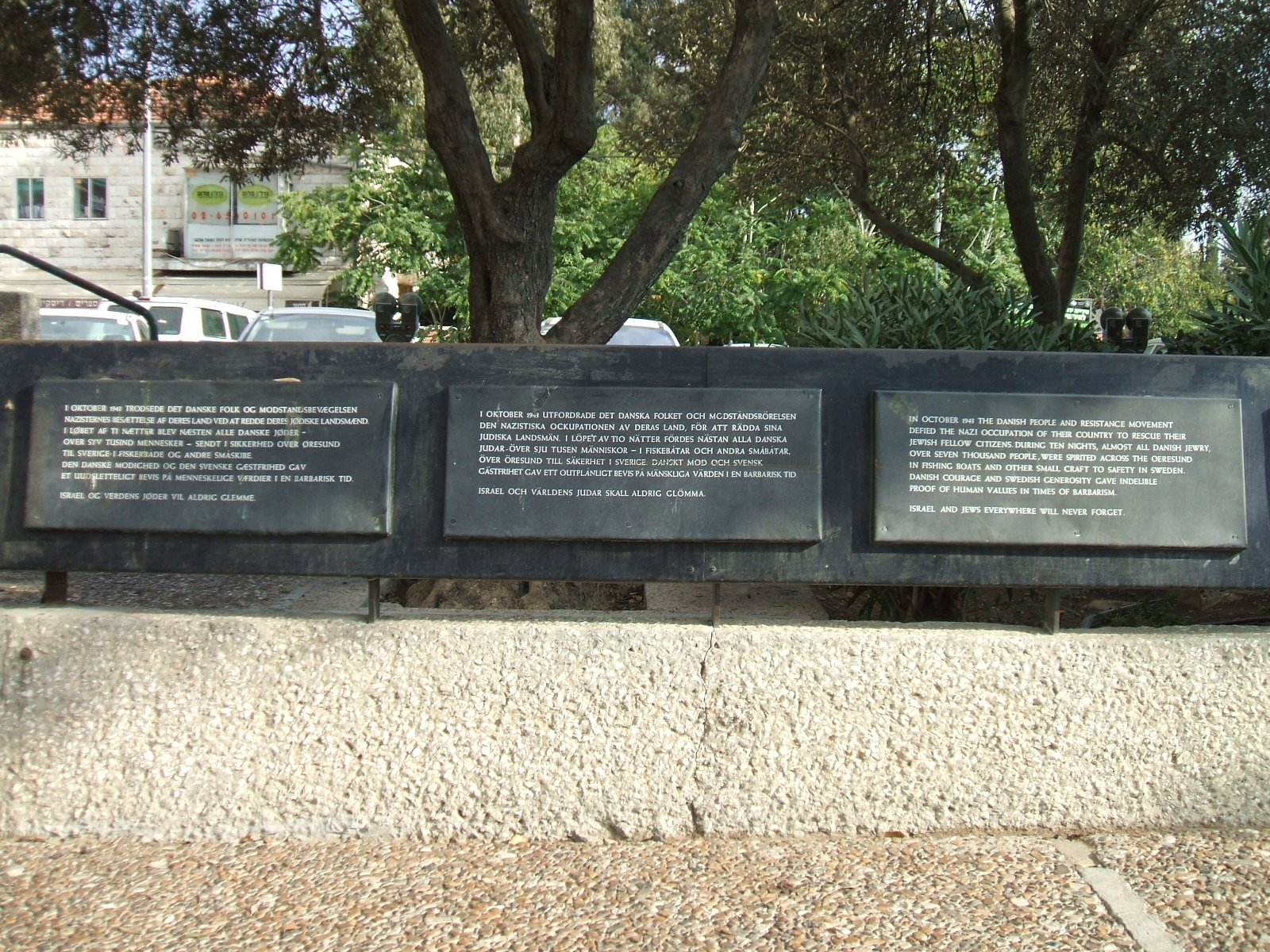
"Danmarks plats" i Jerusalem. Minnestavla med text på danska, svenska och engelska. Texten lyder: "I oktober 1943 utfordrade det danska folket och motståndsrörelsen den nazistiska ockupationen av deras land, för att rädda sina judiska landsmän. I löpet av tio nätter fördes nästan alla danska judar - över sju tusen människor - i fiskebåtar och andra småbåtar, över Öresund till säkerhet i Sverige. Danskt mod och svensk gästfrihet gav ett outplånligt bevis på mänskliga värden i en barbarisk tid. Israel och världens judar skall aldrig glömma."

Räddningen av de danska judarna var de händelser som i oktober 1943 räddade nästan alla de judar som befann sig i Danmark under ockupationen ("besættelsen"), så att de kunde fly undan hotet av deportation till nazisternas koncentrationsläger och sätta sig i säkerhet i det neutrala Sverige. Av Danmarks 7 800 judar (varav 1 500 var flyktingar från Tyskland och 1 300 var halvjudar) lyckades 7 220, samt 686 icke-judiska makar till dem, fly över Öresund med hjälp av både svenskar och danskar i en av de största enskilda aktionerna mot nazisternas judeutrotningar under andra världskriget. Som följd av den aktionen, samt danska regeringens efterföljande stora ansträngningar för att rädda de 464 judar som greps och skickades till Theresienstadt, överlevde praktiskt taget alla danska judar Förintelsen.

## Förhistoria
Den 9 april 1940 blev Danmark på bara en dag ockuperat av en övermäktig tysk militär styrka. I det inledande skedet fick denna ockupation inga stora konsekvenser vare sig för de danska judarna eller för danskarna i övrigt. Den danska regeringen visade förhållandevis god samarbetsvilja med den tyska ockupationsmakten. Därför var man från tysk sida också lyhörd för danska invändningar, och både regeringen och kungen fick sitta kvar på sina poster. Danmark var för nazisterna ett mycket oproblematiskt land, vilket också möjliggjorde vissa krav på tyskarna från dansk sida. Då den danska regeringen förklarade för tyskarna att man i Danmark inte hade något "judeproblem" lät sig nazisterna till en början nöjas med detta, då man inte ville förstöra den förhållandevis goda relationen mellan de båda länderna.
Under den danska utrikesministern Erik Scavenius besök i Nazityskland 1941 togs dock frågan om judarna upp på nytt av de tyska myndigheterna. En dansk antisemitisk tidning tog tillfället i akt till ett frontalangrepp mot danska judar, och kort därefter utsattes synagogan i Köpenhamn för ett brandattentat. Det danska rättssystemet straffade både tidningens utgivare och attentatsmännen med böter och fängelse. De tyska nazisterna såg detta som ett tecken på hur mönsterstaten skulle kunna bryta samman om man pressade på för hårt för att införa diskriminerande lagar mot judar och deportering av judar.
1943 blev det allt mer uppenbart för den danska befolkningen att Tyskland höll på att förlora kriget, och man blev allt benägnare att protestera mot den tyska ockupationen. Med start i Esbjerg den 10 augusti 1943 spred sig efterhand strejker och oroligheter över landet. Då den tyske överkommendören general Hermann von Hanneken krävde införande av strejkförbud, tyskkontrollerad censur samt dödsstraff för sabotage, ansåg sig regeringen tvingad att avgå. Danmark blev nu helt underkastat den ockuperande maktens godtycke, och den tyska definitionen av "judeproblemet" allt påtagligare.

## Deportationsordern och flykten
I många andra europeiska länder hade judarna redan deporterats. De norska judarna hade till exempel deporterats ett år tidigare, och ryktena om koncentrationslägren och gaskamrarna hade nått Danmark, så man visste vad man hade att vänta. Den tyska riksöverförmyndaren i Danmark, Werner Best, skrev den 8 september 1943 ett mycket omdiskuterat telegram till utrikesministeriet i Berlin, där han ställde frågan om vad man skulle göra med judarna i Danmark. Kort därefter bestämdes att judarna skulle gripas natten mellan 1 och 2 oktober 1943. Detta datum var ganska välvalt. Det var både fredagskväll (alltså shabbat) och denna helg även Rosh Hashana, det judiska nyåret. Det var alltså en kväll när judarna var upptagna med religiösa ritualer. Men den tyska marinattachén, diplomaten Georg Ferdinand Duckwitz, avslöjade planen den 28 september 1943 för Hans Hedtoft, ordförande för Danmarks socialdemokratiska parti, och Hedtoft förde meddelandet vidare till den danska motståndsrörelsen och de danska judarna. Duckwitz hade i förväg och i hemlighet försäkrat sig om att judarna skulle beviljas uppehållstillstånd i Sverige. Det mosaiska trossamfundets ledare C.B. Henriques och överrabbinen Marcus Melchior varnade andra danska judar så att de kunde gömma sig och hålla sig borta från sina hem. De följande dagarna spreds informationen bland danska ämbetsmän, och man började varna allt fler judar, ofta med ganska primitiva metoder som att bläddra genom telefonkataloger och leta efter judisk-klingande namn.
De flesta judar gömde sig hos vänner och bekanta eller i gårdar och kyrkor i närheten av Öresund. Med hjälp av välvilliga fiskare och skeppare flydde man över sundet som på några platser bara är ca 5 km brett. Under loppet av tio nätter lyckades 7 900 judar och icke-judiska makar sätta sig i säkerhet i Sverige.
De många judar som gömde sig på olika platser på Nordsjälland i början av oktober kunde i längden inte undgå att tilldra sig tyskarnas uppmärksamhet. I Gilleleje kyrka greps 80 judar efter att en dansk flicka berättat om deras närvaro för sin fästman, som var tysk soldat. Andra judar greps på liknande sätt av Gestapo och Wehrmacht och några stoppades av tyska patrullbåtar när de var på väg över sundet, men de flesta klarade sig i säkerhet.

### De gripna judarnas öde
Av de cirka 580 judar som inte flydde över sundet lyckades en liten grupp hålla sig gömda till krigsslutet, några dog av åldersskäl, olyckor eller självmord, och en handfull var klassade som nyckelpersoner med speciella tillstånd som skyddade dem från att gripas. Huvuddelen, 464 personer, tillfångatogs dock och fördes till koncentrationslägret Theresienstadt i dåvarande Tjeckoslovakien. Theresienstadt var ett genomgångsläger, varifrån många judar sändes vidare till förintelseläger, exempelvis Auschwitz i GeneralGubernien (dvs. det av Tredje Riket ockuperade) Polen. De danska judarna skickades dock aldrig vidare, tack vare starka påtryckningar från danska regeringen. Dessa påtryckningar innebar även att danska Röda Korset tilläts övervaka deras välbefinnande och förse dem med hjälppaket med mat och medicin ända fram till krigsslutet. Bara 51 danska judar dog i Theresienstadt, de flesta av dessa var äldre som inte klarade av sjukdomarna, den dåliga maten och boendeförhållandena i lägret.
I april 1945 tillät tyskarna att de 425 danska judar som överlevt lägret (varav några barn som föddes där) fick hämtas av svenska Röda Korsets vita bussar, ledda av Folke Bernadotte, och föras till Sverige.

## Judar i Danmark och dansk antisemitism
Det ganska ringa antalet judar i Danmark i kombination med deras mycket välvilliga inställning till integration i det danska samhället medförde att antisemitismen i det danska samhället låg på en mycket låg nivå. Kända judar, som fysikern Niels Bohr behandlades som om han alltid varit dansk. De danska judarna kände sig vid tidpunkten för räddningsaktionen i hög grad som danskar, och för vissa kom det närmast som en överraskning att de nu var hotade till livet, då de inte uppfattade sig som annorlunda än andra danskar. Myndigheterna slog ner hårt på antisemitismen i pressen, och övergreppen mot judar var få och pojkstrecksaktiga.